# 버진 유나이티
버진 유나이티(영어: Virgin Unite)는 버진 재단 활동에서 사용되는 명칭으로 리처드 브랜슨의 버진 그룹이 자선 활동을 위해 설립한 자선 활동 부문이다.

## 역사
영국 자선 위원회는 기반 자선 단체가 1987년 설립되었다. 이 조직은 버진 의료 재단으로 운영되고 2004년에 버진 유나이티로 활동을 시작했다. 리처드 브랜슨과 버진 그룹이 운영의 모든 비용을 맡고있다.
재단은 이외에도 활동을 하고 있으며 청소년 에이즈 계몽 캠페인과 노숙자와 빈곤 환경에 있는 청소년에 대한 자원 봉사활동을 실시하고 있다.
2006년 12월 27일에 위키미디어 재단에 개인 등의 기부에 맞는 금액 기부를 실시 한다고 발표했다.

## 같이 보기
- 국제앰네스티
- 내털리 임브룰리아
- 옥스팜